# Venčanica
Venčanica ili venčana haljina je haljina koju nosi nevesta na venčanju. Iako boja, kroj i obredna funkcija venčanice zavise od kulture kojoj pripadaju mladenci, pod venčanicom se danas najčešće podrazumeva svečana haljina bele ili različitih nijansi bež boje.

## Istorija venčanica
Pre nego što je bela venčana haljina postala uobičajena nevestinska odeća u zapadnoj kulturi, odeća koja je nošena na venčanjima bila je gotovo identična prazničnoj. U svečanijim prilikama, kakva je bila svadbena svečanost, nošena je novija odeća, izrađena od kvalitetnijih materijala i ukrašena sa više dekorativnih elemenata. Posebno obeležje nevestinskoj odeći davali su nevestinski venac i veo. Venac je imao obrednu funkciju – da štiti nevestu od zlih sila, a simbolično je izražavao i želju za plodnošću. Veo, osim što je štitio nevestu, skrivao ju je i od pogleda drugih muškaraca, s izuzetkom njenog muža.
Nastanak običaja odevanja neveste u belu haljinu vezuje se za venčanje britanske kraljice Viktorije i princa Alberta 1840. godine. Kraljica je na venčanju nosila raskošnu haljinu od bele čipke – detalji o kraljičinoj venčanoj odeći brzo su se proširili putem novinskih izveštaja, reprodukcija i suvenira, što je uticalo na to da se mnoge neveste, po uzoru na kraljičin izbor, opredele za belu venčanu haljinu.

## Istorija venčanica u Srbiji
Odevanje srpske građanske klase prolazi tokom 19. veka kroz proces transformacije od orijentalne nošnje ka evropskom modnom kostimu. Do pedesetih godina 19. veka neveste u Srbiji su kao venčanu odeću i dalje nosile reprezentativnu gradsku nošnju koja je nastala pod uticajem orijentalnog načina odevanja. Ovaj običaj zadržao se i tokom šezdesetih i sedamdesetih godina 19. veka, kada su neveste oblačile gradsku nošnju prilikom prve posete muževljevoj porodici nakon venčanja, ukoliko je nisu nosile i na samom venčanju.
Neveste odevene u gradsku nošnju prikazane su na dva ženska portreta koje je sredinom 19. veka naslikao Uroš Knežević: Devojka u belom i Portret Mileve Naumović. Obe portretisane žene prikazane su u tipičnoj gradskoj nošnji, dok je njihov status neveste određen nevestinskim vencem i velom koji nose na glavi.
Evropski uticaj u odevanju srpske građanske klase postaje vidljiv od sredine 19. veka. Od osamdesetih godina 19. veka, kada ovaj uticaj preovladava, venčanice počinju da prate modnu liniju svoga vremena. Jedna od najstarijih sačuvanih venčanica u Srbiji jeste venčanica princes kroja od belog satena koju je 1878. godine u Beogradu nosila Draga Kandić na venčanju sa Ljubomirom Kovačevićem, istoričarem i političarem. Ova venčanica čuva se u Muzeju primenjene umetnosti u Beogradu, kao i venčanica sašivena u čuvenom beogradskom krojačkom salonu Berte Alkalaj, koju je 1911. godine u Nišu nosila Danica Paligorić na venčanju sa Nikolom Jorgovanovićem, pešadijskim majorom.

## Literatura
- Arch, Nigel; Marchner, Joanna (2011). Royal Wedding Dresses. Surrey: Historic Royal Palaces. ISBN 978-1873993231.
- Amnéus, Cynthia (2010). Wedded Perfection : Two Centuries of Wedding Gowns. Cincinnati; London: Cincinnati Art Museum; Giles. ISBN 978-1904832843.
- Tobin, Shelley;  . (2003). Marriage a la mode : Three Centuries of Wedding Dress. London: National Trust. ISBN 978-0707803586.
- Zazzo, Anne;  . (1999). Mariage : catalogue de l'exposition, Musée Galliera, Paris, 13 avril-29 aout 1999. Paris: Assouline. ISBN 978-2843231414.
- Stojanović, Dobrila (1980). Gradska nošnja u Srbiji tokom XIX i početkom XX veka. Beograd: Muzej primenjene umetnosti.

## Spoljašnje veze
- „An Exploration of Marriage”. Europeana Fashion Tumblr. Septembar 2011. Архивирано из оригинала 31. 10. 2014. г. Приступљено 13. novembar 2016. Проверите вредност парамет(а)ра за датум: |date= (помоћ)
- Tucaković, Maja (24. oktobar 2011). „Venčanice kroz istoriju”. RTS. Приступљено 13. novembar 2016.
- Ognjanović, Mirjana (7. oktobar 2011). „U haljini s hiljadu grana”. Politikin zabavnik. Приступљено 13. novembar 2016.
- Popović, Savo (23. septembar 2011). „Venčane haljine i svadbovanje u Srbiji na izložbi u MPU”. Novosti. Приступљено 13. novembar 2016.

## Galerija venčanica
- Luj Dipre, Grčka svadba u Atini, 1825, Muzej Benaki
- Venčanica, Velika Britanija ili Francuska, 1830-33, Muzej Viktorije i Alberta
- Venčanica, SAD, 1841-43.
- Venčanica, Liverpul, 1868.
- Venčanica, SAD, oko 1878.
- Venčanica, 1897, Nordijski muzej
- Venčanica, krojački salon g-đe Alen, Bedford, 1910.
- Nevesta u venčanoj odeći, Turska, 1914.
- Fotografija neveste u venčanici, 1920-te
- Fotografija neveste u venčanici, Brizbejn, 1931.
- Fotografija neveste u venčanici, Lajpcig, 1954.
- Nevesta u tradicionalnoj kineskoj venčanoj odeći, 2011.
- Venčanica, Eli Sab, 2012.
- Nevesta u venčanoj odeći, Indija, Gudžarat, Ahmedabad, 2012.